# Гумберт Романский
Гумберт Романский (ок. 1190 года — 14 июля 1277) — пятый генеральный магистр ордена проповедников (доминиканцев).

## Биография
О ранней жизни Гумберта известно крайне мало. Он родился в городе Роман-сюр-Изер в Дофине, изучал искусство и каноническое право в Парижском университете, затем преподавал в нём. Он был человеком глубокой набожности, задумывался о монашестве. После того, как его брат стал картезианцем, Гумберт также подумывал о вступлении в картезианский орден, однако в конце концов сделал выбор в пользу доминиканцев, к которым и присоединился 30 ноября 1224 года.
После пострига преподавал теологию в доминиканском монастыре Лиона, в 1237 году был избран приором этого монастыря. В 1240 году Гумберт был назначен на пост главы орденской провинции Тосканы. В 1241 году был одним из кандидатов на папском конклаве, но получил лишь несколько голосов. В 1244 году возглавил французскую провинцию Ордена проповедников.
В 1254 году был избран Генеральным магистром ордена. Среди важных дел, предпринятых им на высшем посту Ордена проповедников — реформа и стандартизация литургии доминиканского обряда, подготовка нового издания орденской конституции, меры по укреплению дисциплины внутри ордена. При нём были составлены и упорядочены жития двух членов ордена, основателя Доминика и Петра Веронского, с целью подготовки их канонизации. Гумберт уделял большое внимание образованию членов ордена и подготовке миссионеров, при нём в ряде орденских учебных заведений начали изучаться восточные языки. Выпускники этих школ проповедовали у греков, арабов, сирийцев, татар и эфиопов. Сам Гумберт написал подробный учебник по обучению миссионеров, в котором требовал от проповедников обширных теоретических и практических знаний.
Подал в отставку с поста генерального магистра в 1263 году, остаток жизни провёл в монастыре в Валансе, где и скончался 14 июля 1277 года.

## Почитание
В орденской традиции Гумберта Романского именуют блаженным, однако официально он не был причислен к этому лику и официально в Католической церкви он почитается как досточтимый.

## Труды
До нас дошло большое количество работ Гумберта Романского. Они включают: комментарий к Уставу св. Августина и доминиканским конституциям, учебник о формации проповедников, руководство для проповедников крестового похода, комментарий относительно соблюдения монашеских правил согласно доминиканскими конституциям и декретам и, наконец, состоящий из трех частей «Опус с компетентным анализом о состоянии Западной Церкви, отношений между греками и латинянами, и условий в Святой Земле».